# Colonia Hidalgo, El Barrio de la Soledad
Colonia Hidalgo är en ort i Mexiko.   Den ligger i kommunen El Barrio de la Soledad och delstaten Oaxaca, i den sydöstra delen av landet, 500 km sydost om huvudstaden Mexico City. Colonia Hidalgo ligger 175 meter över havet och antalet invånare är 216.
Terrängen runt Colonia Hidalgo är huvudsakligen platt. Colonia Hidalgo ligger nere i en dal. Runt Colonia Hidalgo är det glesbefolkat, med 20 invånare per kvadratkilometer. Närmaste större samhälle är Matías Romero, 5,1 km norr om Colonia Hidalgo. Omgivningarna runt Colonia Hidalgo är en mosaik av jordbruksmark och naturlig växtlighet.